# Ludwik Zamenhof
Ludwik Lejzer Zamenhof (Ludwik Łazarz Zamenhof) 15. december 1859 i Białystok – 14. april 1917 i Warszawa) var en polsk læge, og skaberen af esperanto, det mest udbredte kunstsprog. Zamenhof voksede op fascineret af idéen af en verden uden krig og mente, at et universelt sprog kunne være en løsning. Han begynde at udvikle sproget i 1873 i mens han stadig var i skole.

## Personligt liv
Zamenhof blev født 3. december 1859 efter den julianske kalender i byen Białystok, som dengang lå i det russiske imperium. Białystoks befolkning tilhørte hovedsageligt 3 etniske grupper: polakker, hviderussere og jiddisch-talende jøder. Zamenhof var ked af de mange skænderier mellem disse grupper. Han antog, at hovedårsagen til had og fordomme lå i gensidige misforståelser grundet manglen på et fælles sprog, som kunne bruges som et neutralt kommunikationsmiddel mellem folk med forskellig etnisk og sproglig baggrund.

## Om sprog
Zamenhof var ikke lingvist, men havde et omfattende kendskab til sprog. Hans modersmål var russisk (fra faren, Markus Zamenhof) og jiddisch (fra moren, Rozalia Zamenhof), og han talte desuden flydende polsk og tysk, og kunne læse fransk, græsk, latin, italiensk, engelsk, hebraisk, aramaisk og Volapük, og havde et vist kendskab til spansk og litauisk.
Siden flyttede familien til Warszawa, hvor Zamenhof gik i gymnasiet. Imens arbejdede han på et internationalt sprog. I 1878 var hans projekt Lingwe uniwersala færdigt, men Zamenhof var for ung til at publicere det og gav det til sin far, for at han skulle gemme det, indtil Zamenhof havde afsluttet sin uddannelse. Faren mente imidlertid, at det var tidsspilde, og brændte værket. [kilde mangler]

## Uddannelse
Zamenhof begyndte at læse medicin, først i Moskva og senere i Warszawa. I 1885 afsluttede han sine universitetsstudier og begyndte at arbejde som øjenlæge i Warszawa.[kilde mangler]

## Udbredelse af esperanto
Han fandt i 1881 ud af, at hans første sprogprojekt var blevet brændt, og begyndte at lave et nyt. Efter at have prøvet at skaffe midler til at udgive sit andet sprogprojekt i et par år, udgav han det i 26. juli 1887 med økonomisk hjælp fra sin kommende svigerfar. Bogen blev udgivet under pseudonymet Doktoro Esperanto (den håbende doktor), som sproget siden fik sit navn fra. For Zamenhof var det ikke blot et sprog, men også et middel til at sprede sine ideer om fredelig sameksistens mellem forskellige folk og kulturer.[kilde mangler]